# Chicken Hawk: Men Who Love Boys
Chicken Hawk: Men Who Love Boys [Homens que amam garotos] é um documentário de 1994 produzido, escrito e dirigido por Adi Sideman e Dean Johnson. No filme, membros da North American Man/Boy Love Association (NAMBLA) discutem sobre por que eles apoiam as relações sexuais entre homens e jovens abaixo da idade de consentimento. A produção contribuiu para elevar a popularidade da organização.

## Sinopse
O filme fala da NAMBLA e a sua história. Ele pretende contextualizar a pedofilia no quadro da pederastia na antiga Grécia. São apresentadas uma série de entrevistas com membros da NAMBLA que explicam a sua preferência pelos jovens e defendem as relações pederásticas. Uma câmara acompanha um grupo de membros da NAMBLA que participam numa marcha pelos direitos dos homossexuais em Washington DC. 
O poeta Allen Ginsberg, o membro e defensor mais notável da NAMBLA, também aparece no documentário e lê uma "ode gráfica à juventude".

## Estreia e reações
O documentário foi estreado no Underground Film Festival de Nova Iorque e causou alguma controvérsia e mesmo foi proibido nalgumas cidades.. Stephen Holden qualificou ele como "cru" e escreveu em The New York Times: "Ele tem um título inflamatório que contrasta com o seu retrato equânime da North American Man/Boy Love Association". O diretor, Adi Sideman, declarou ter recebido inúmeros convites de departamentos nacionais de psicologia, sociologia e criminologia para participar em atos nos quais se passaria o documentário. O FBI também analisou o filme Em 2003 tornou-se projetar no Underground Film Festival de Nova York.